# Serra do Marçal
A Serra do Marçal é uma formação rochosa situada no sudeste da Bahia, no município de Vitória da Conquista, Brasil. Constitui-se em uma serra acidentada variando entre 850 e 400 metros de altitude. A vegetação predominante é oriunda do bioma Mata Atlântica.
É importante rota de ligação entre Vitória da Conquista e cidades do Sul da Bahia, por conta da BR-415 passar pela serra. Embora a estrada esteja em boas condições, é um trecho bastante perigoso por conta de sua sinuosidade e com muitas curvas, dado o relevo acidentado.